# غالب سعيد شاهين
غالب سعيد شاهين (1930 – 1968)، سياسي ونائب لبناني سابق.

## ولادته ونشأه
- ولد في مدينة النبطية عام 1930 ميلادي.
- تلقى علومه في الكلية الأمريكية في القاهرة.
- سافر إلى الولايات المتحدة الأمريكية ودرس الحقوق في جامعة سيراكوز ونال إجازة فيها.[1]

## عمله
عمل أستاذا محاضرا لمادة القانون الدستوري في الجامعة اللبنانية.

## في النيابة
انتخب نائبا عن الجنوب (قضاء النبطية) في دورة العام 1964 ميلادي، وكان مقررا للجنتي التربية والاقتصاد.

## في الوزارة
عُيّن وزيرا للتربية الوطنية في العام 1964 ميلادي في حكومة الرئيس حسين العويني.

## اسرته
متأهل من السيد ة اللبنانية (هلا محسن بيضون) ولهما ابنة وحيدة وهي غيدا.

## وفاته
توفي في 11 كانون الثاني من العام 1968 ميلادي.